# Jack Hartman
Jack Ernest Hartman (nascido em 23 de abril de 1937) é um ex-ciclista olímpico estadunidense. Representou sua nação nos Jogos Olímpicos de Verão de 1960.